# NEC Corporation
Die NEC Corporation (englisch ehemals: Nippon Electric Company; jap. 日本電気株式会社, Nippon Denki Kabushiki-gaisha), gelistet im Nikkei 225, ISIN JP3733000008, wurde 1899 von Kunihiko Iwadare gegründet und ist heute als Teil der Sumitomo-Gruppe ein weltweit agierender japanischer Elektronikkonzern. Hauptsitz ist der NEC Supertower in Tokios Stadtbezirk Minato.

## Geschichte
Bei der Gründung war NEC das erste japanische Joint-Venture mit ausländischem Kapitalanteil. Mitbegründer war damals die Western Electric Company, ein Hersteller von Telefonanlagen, der zur Bell Company gehört. NEC begann mit der Herstellung von Telefonen und Schaltanlagen.

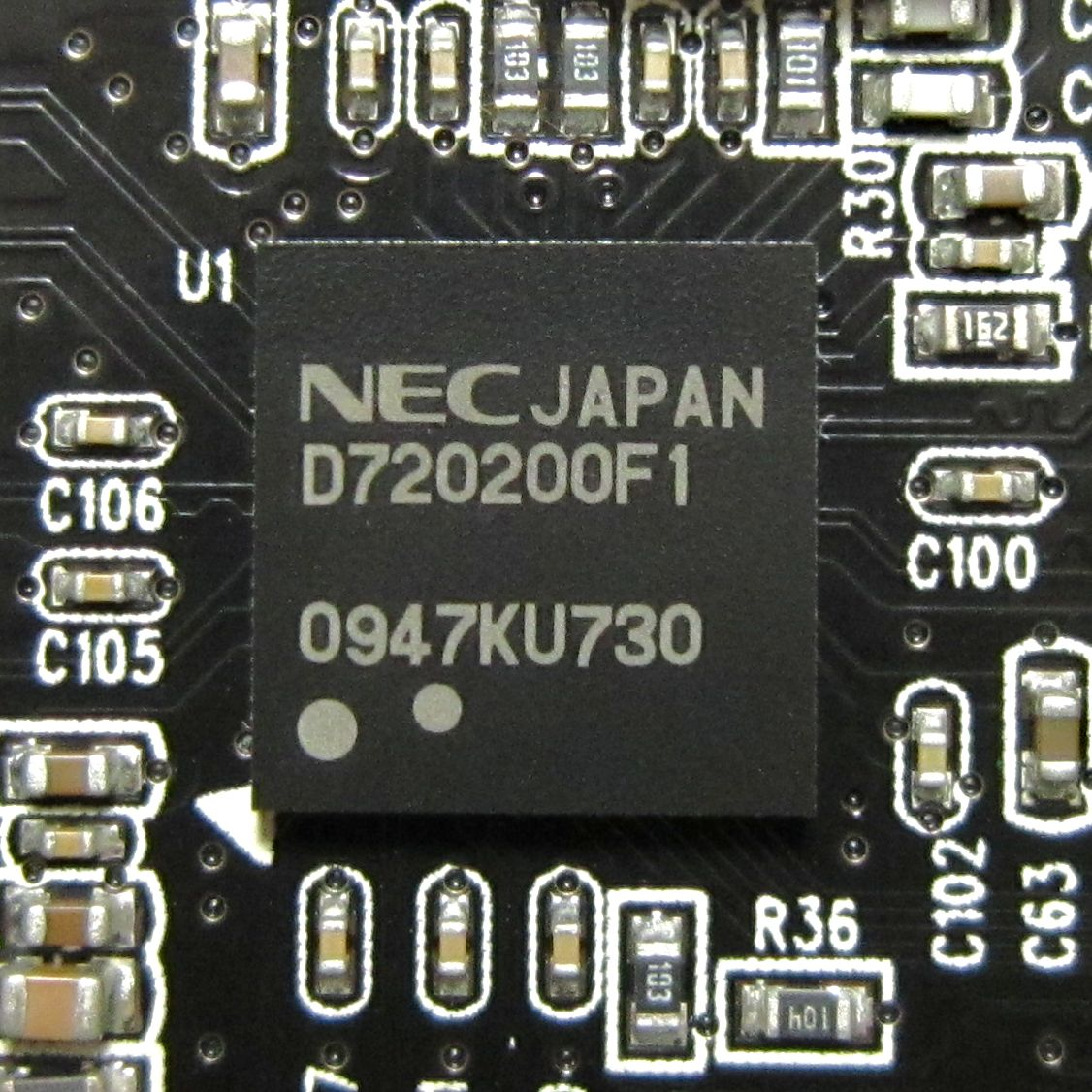
USB-3.0-Mikrochip NEC μPD720200

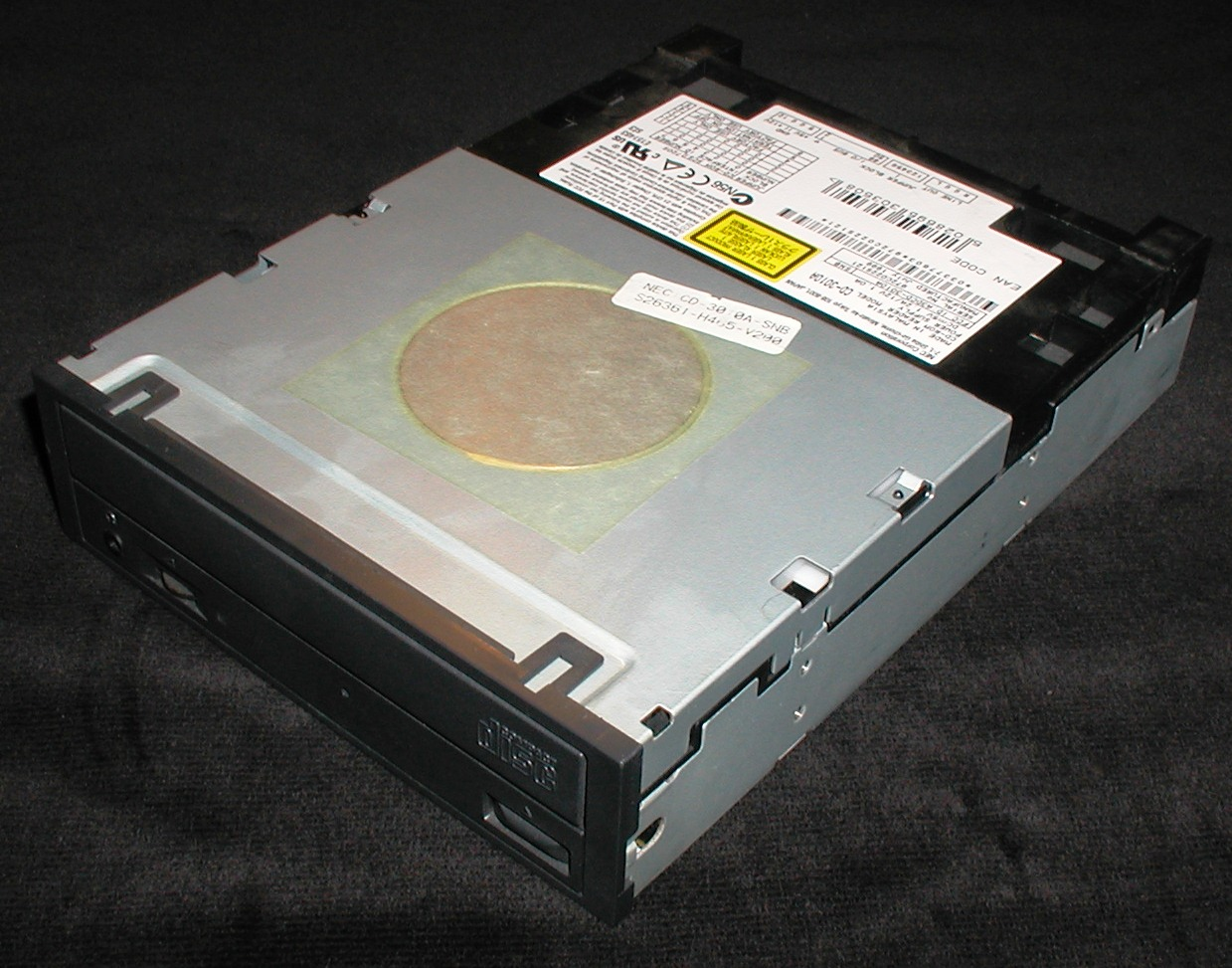
CD-ROM-Laufwerk NEC CD-3010A

Schwerpunkte des Betätigungsfeldes von NEC waren Auftrags-Chips, Supercomputer, PCs, Laptops, Bildschirme, Peripheriegeräte (beispielsweise Computerdrucker) und die Entwicklung der HD DVD, welche die DVD ablösen sollte, jedoch am Konkurrenzformat Blu-ray Disc scheiterte. Noch weiter ging die Forschung und Konzeption mit der „Eiweiß-DVD“ in Zusammenarbeit mit US-Forschern der Harvard Medical School in Boston. Diese DVDs sollten mit einer Schicht des von genetisch veränderten Bakterien produzierten Proteins Bacteriorhodopsin überzogen werden und bis zu 50 Terabyte fassen. Auftrags-Chips der NEC Corporation wurden zum Beispiel in den Videospielkonsolen Sega Dreamcast und Sega Saturn eingesetzt. NEC fertigte aber auch eigene Konsolen wie die PC Engine, Turbo Duo und PC-FX.
NEC gelang es im Jahr 2003, das erste UMTS-Mobiltelefon, das Videotelefonie unterstützte (NEC e606), in Serie zu produzieren. Dieses wurde jedoch ausschließlich über den Mobilfunkanbieter „3“ verkauft. Aufgrund von Entwicklungs- und Lieferverzögerungen war dies auch ausschlaggebend für die verzögerte Markteinführung von „3“ in Großbritannien.
Am 11. März 2002 nahm NEC den Supercomputer Earth Simulator in Betrieb. Mit etwa 40 TFLOPS führte Earth Simulator einige Jahre die Liste der leistungsfähigsten Computer der Welt an. Er wird fast nur für die Überwachung der Umwelt benutzt, besonders um Klima- und Naturkatastrophen vorherzusagen und so deren Auswirkungen vermindern zu helfen.
Ebenfalls 2002 wurde die NEC Electronics Corporation gegründet, eine Auslagerung der Halbleiteraktivitäten aus dem Konzern. Mit circa 24.000 Mitarbeitern erreichte NEC Electronics damit 2006 einen Umsatz von circa 646 Mrd. Yen. NEC Electronics wurde zum April 2010 mit Renesas Technology zu Renesas Electronics verschmolzen.
Im Januar 2011 wurde bekannt, dass NEC und Lenovo im PC-Geschäft fusionieren wollten. Durch gemeinsame Entwicklung, Produktion und Materialbeschaffung sollten Synergieeffekte entstehen, die beiden Unternehmen helfen sollten, die Lücke zum Marktführer HP zu verringern. Das neue Gemeinschaftsunternehmen gehörte zu 51 % Lenovo und zu 49 % NEC. 2016 übernahm Lenovo den Großteil der Anteile von NEC.
Im März 2020 übernahm das japanische Unternehmen Sharp 66 Prozent der Konzernsparte NEC Display Solutions, welche für die Fertigung und den Vertrieb von Monitoren im professionellen Bereich zuständig sind.
Am 5. Oktober 2020 wurde bekannt, dass NEC das Schweizer Softwareunternehmen Avaloq für 2,05 Milliarden Schweizer Franken übernehmen wird.

## Kritik
Im Oktober 2011 wurde das Unternehmen wegen illegaler Preisabsprachen zwischen 1999 und 2004 von der EU zusammen mit Asahi Glass und der Schott AG zu einer Gesamtstrafe in Höhe von 128,7 Millionen Euro verurteilt. Das Kartell mit Samsung Corning Precision Materials hatte die Preise von Bildröhrenglas für Fernseher und Computerbildschirme abgesprochen. Samsung blieb von einer Strafe verschont, da das Unternehmen der Kommission die Verstöße berichtet hatte.